# Dongbei

Le Dongbei, avec en rouge les provinces du Liaoning, du Heilongjiang et du Jilin, et en rose la partie de Mongolie-Intérieure pouvant y être rattachée.

Le Dongbei (chinois simplifié : 东北, « Nord-Est ») est une région historique correspondant à l'ancienne Mandchourie, et géographique regroupant les provinces chinoises du Liaoning, du Heilongjiang et du Jilin. Les villes-préfectures de Hulunbuir, Chifeng et Tongliao, ainsi que la ligue de Xing'an, toutes situées en région autonome de Mongolie-Intérieure y sont parfois également comprises en raison de leurs proximités culturelles. 
Les capitales des trois provinces sont Shenyang, Harbin et Changchun.

## Histoire
Le Dongbei a été influencé par la culture mandchoue de la dynastie Qing, qui a renversé la dynastie Ming, pour fonder la dernière dynastie chinoise. Elle est située alors entre la Sibérie de Russie, la Corée, la Mongolie-Intérieure, et la Mandchourie-Extérieure (sur l'actuelle île de Sakhaline). Les trois provinces, alors nommée Mandchourie-Intérieure, ont une ouverture sur le littoral et ont une certaine homogénéité culturelle.
Dès avant la guerre sino-japonaise (1937-1945), l'empire du Japon, dans sa zone d'occupation du Dongbei actuel, a créé l'état fantoche du Mandchoukuo (« pays Mandchou »), en remettant sur un trône créé pour l'occasion, l'ancien empereur de Chine Puyi comme symbole du pouvoir. Il n'avait en réalité aucune autonomie et était sous contrôle strict japonais.
Le Dongbei, riche de gisements houillers, a été industrialisé sous l'occupation japonaise (1932-1945), avant de passer un temps sous administration soviétique (1945-1949). C'était pour la République populaire de Chine (proclamée en 1949) l'un de ses grands centres industriels, qui a été par la suite, à partir des années 2000, touché de plein fouet par la modernisation de l'économie et les privatisations : le taux de chômage y est élevé et de nombreux sites industriels sont très pollués. Ce qui a entraîné une émigration vers d'autres régions de Chine, mais aussi vers l'Europe, où une certaine population chinoise souvent bien qualifiée est actuellement localisée à Belleville, à Paris. Depuis, un certain renouveau économique, lié à la proximité de la Corée-du-Sud et du Japon, existe dans certaines villes (forte croissance de Dalian, où l'industrie japonaise est fortement implantée, festival commercial annuel coréen à Shenyang). Par ailleurs, le Heilongjiang au Nord, profite lui aussi de la proximité immédiate de l'immense Extrême-Orient russe (District fédéral extrême-oriental), avec lequel les échanges de toute nature sont en plein essor depuis plusieurs années. Enfin, un couloir commercial a été ouvert au début du XXIe siècle en Corée-du-Nord, à la frontière avec la Russie, permettant de désenclaver le Dongbei, et d'exporter des marchandises via l'océan Pacifique.
Les données du recensement de 2020 donnent une diminution de 30 % de la population par rapport à celui de 2010. De plus, celle-ci est vieillissante, en raison de migrations internes vers d'autres provinces de la Chine et d'un faible taux de natalité.

## Géographie
Le Dongbei est une des régions les plus froides de Chine. Ses habitants sont réputés pour être physiquement plus grands et plus larges que la moyenne des Chinois. 

## Économie
Sous Mao Zedong, le Dongbei était la région la plus riche de Chine. En 2018, sa part dans le PIB chinois est passée de 14 % à 7 %, avec des entreprises d'État vieillissantes.

## Culture
La langue parlée est essentiellement le mandarin du nord-est.
De nombreuses habitudes culturelles des habitants du Dongbei en partie Toungouses présentent des similitudes avec leurs voisins coréens et japonais, en particulier à cause des conditions climatiques et des repères culturels. Bien que cela soit toujours débattu, certains linguistes avancent que les langues japoniques et coréennes, pourraient, comme les langues toungouses, mongoles et turques faire partie de la famille des langues altaïques.
C'est dans le Dongbei que se trouve la plus forte concentration de Russes, une des minorités officiellement reconnues par le gouvernement.
La cuisine du Dongbei est variée du fait des influences chinoise, coréenne et mongole. Les restaurants, variés et nombreux dans les villes, sont des lieux sociaux de première importance. On peut y manger notamment de succulents plats à base de viande ou poisson frais grillés.

## Culture populaire
L'épisode 3 de la série documentaire britannique de la BBC Prehistoric Park (2006) a lieu à Dongbei.
Le Dongbei est l'une des seules régions à avoir une identité culturelle commune et sa diffusion à travers sa langue se fait par des formes de théâtres (Er Ren Zhuan) notamment.[réf. nécessaire]